# بيليوس

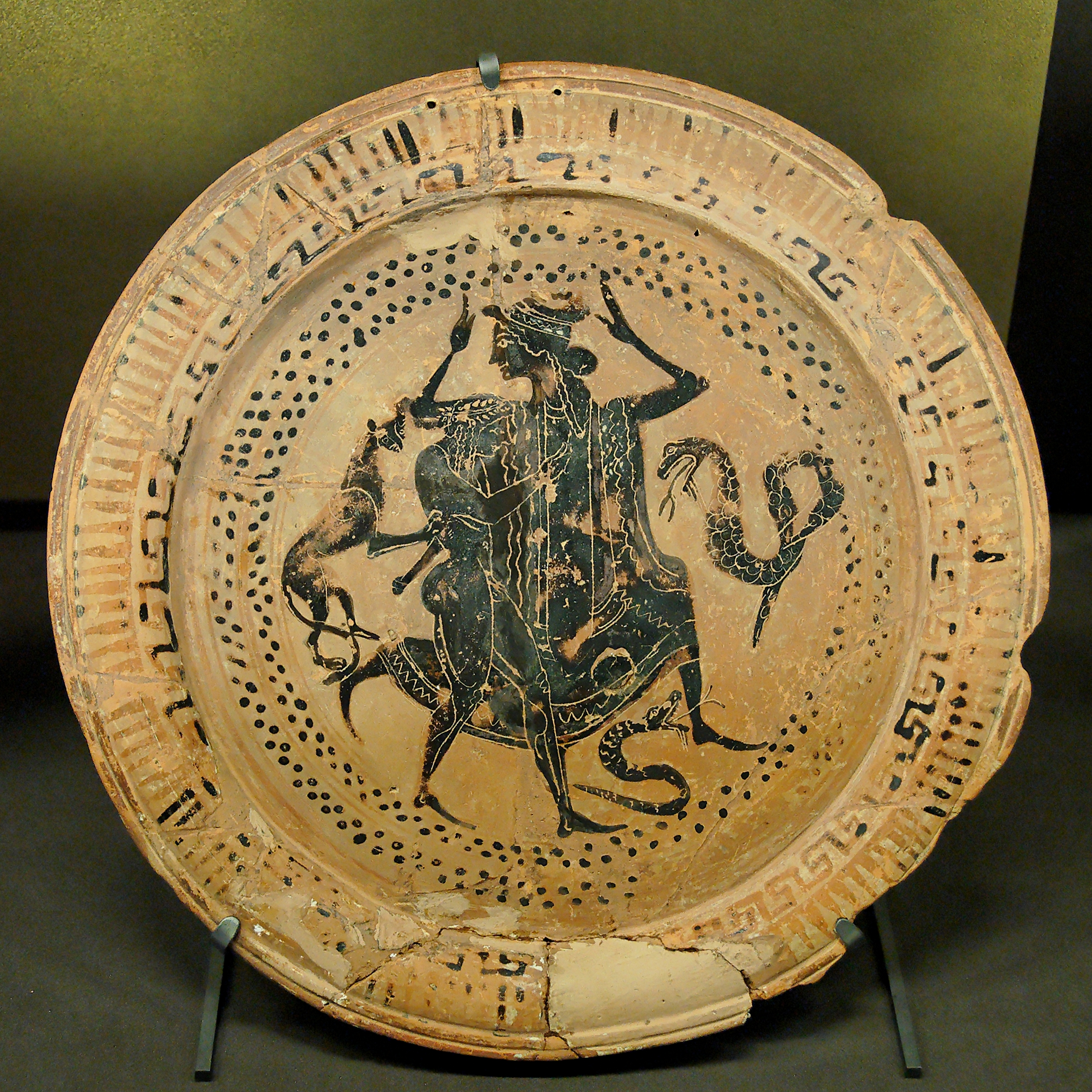
پيليوس يأخذ زوجته ثتيس التي حاولت عبثا التجسد بشكل حيوانات للهرب منه. القرن 5 ق م

پيليوس (باليونانية: Πηλεύς)‏، هو واحد من أبطال الميثولوجيا الإغريقية وذكر منذ زمن هوميروس (القرن 8 ق.م.). هو ملك المرميديون من مدينة فثيا في ثيساليا، وهو ابن إياكوس ملك جزيرة أجانيطس ووالد آخيل. كان صديقا لهيراكليس وشارك في محاربة الأمازونيات.
كان أخا لتيلامون، وتروي بعض الحكايات أنه صديقه المقرب. وكان الأخوان يغاران من المهارة الرياضية العالية لدى أخيهما غير الشقيق فوكوس، حيث أنهما قاما بقتله؛ لكن الجريمة اكتشفت، وطرد بيليوس وتيلامون. لجأ بيليوس إلى فثيا مع عمه يوريتيون، الذي طهره من ذنب القتل، ووهبه ابنته أنتيغوني ليتزوجها، وثلث المملكة كمهرها. ومع ذلك، قام بيليوس بقتل حماه بالخطأ في عملية صيد الخنزير الكاليدوني، فأرغم مجددا على الهرب، وهذه المرة فر إلى يولكوس، حيث طهره أكاستوس من ذنبه.
الحدث الأكثر شهرة في حياة بيليوس كان زواجه بألهة البحر ثتيس، ومنها أصبح والد أخيل. وتقول القصة أن كلا من زيوس وبوسيدون طلبا يدها، ولكن الإلهة تيميس حذرت الأول بأن ابن ثيتيس من زيوس كان أقوى من أبيه، فقررت الآلهة تزويجها إلى بيليوس. أرادت ثيتيس الهرب من هذا الزواج المقيت، غيرت نفسها إلى أشكال مختلفة، لكن بيليوس في النهاية قبض عليها بإرشاد من خيرون وأبقاها حتى عادت إلى شكلها الأصلي، حيث لم تكن قادرة على المقاومة أكثر. وأفيم الزفاف في كهف خيرون على جبل بيليون (وصف في أغنية الزفاف Epithalamium لكاتولوس). وعاش بيليوس أطول من ابنه أخيل وحفيده نيوبتوليموس، وحملته ثيتيس ليسكن إلى الأبد بين النيريد.

## معرض صور

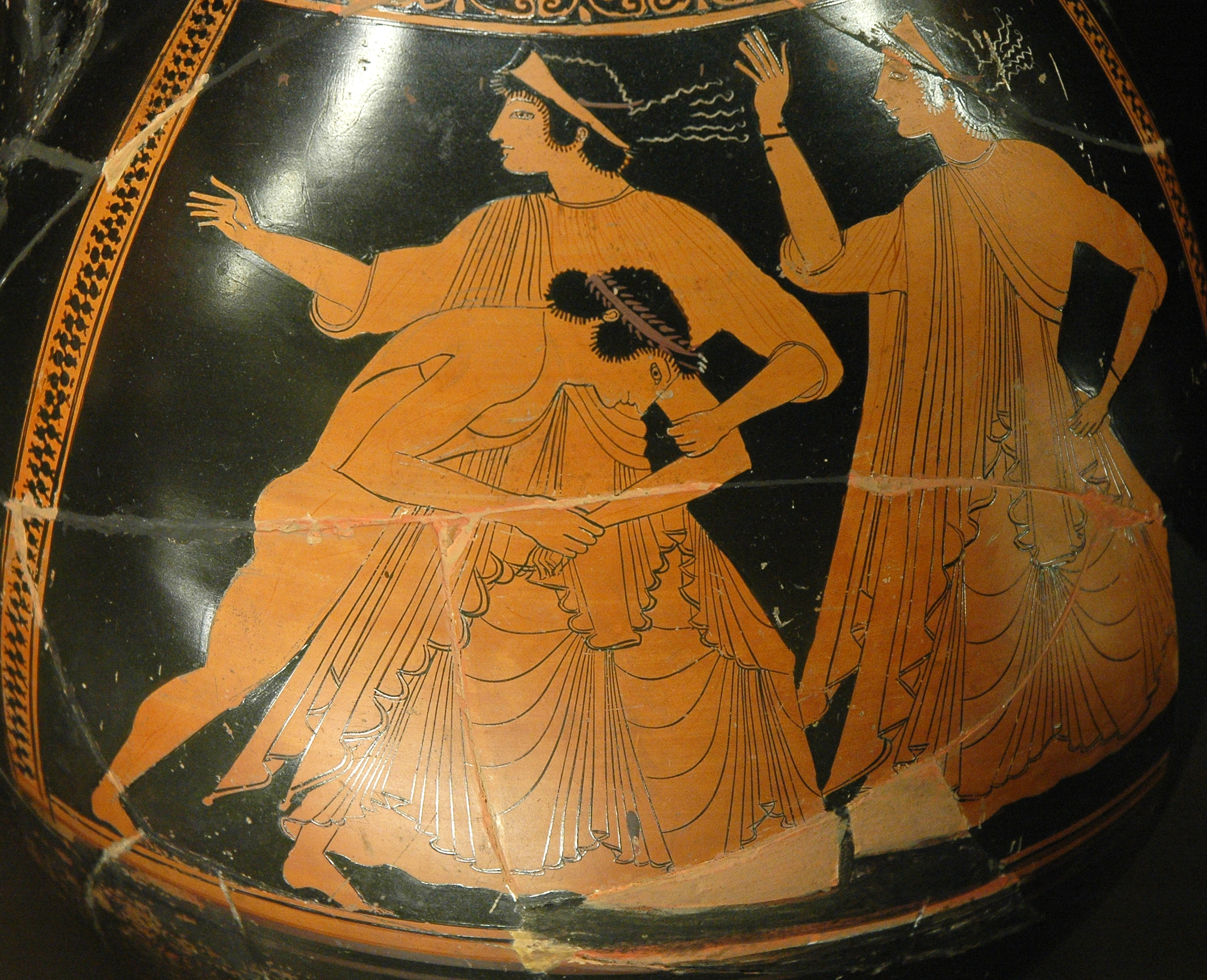
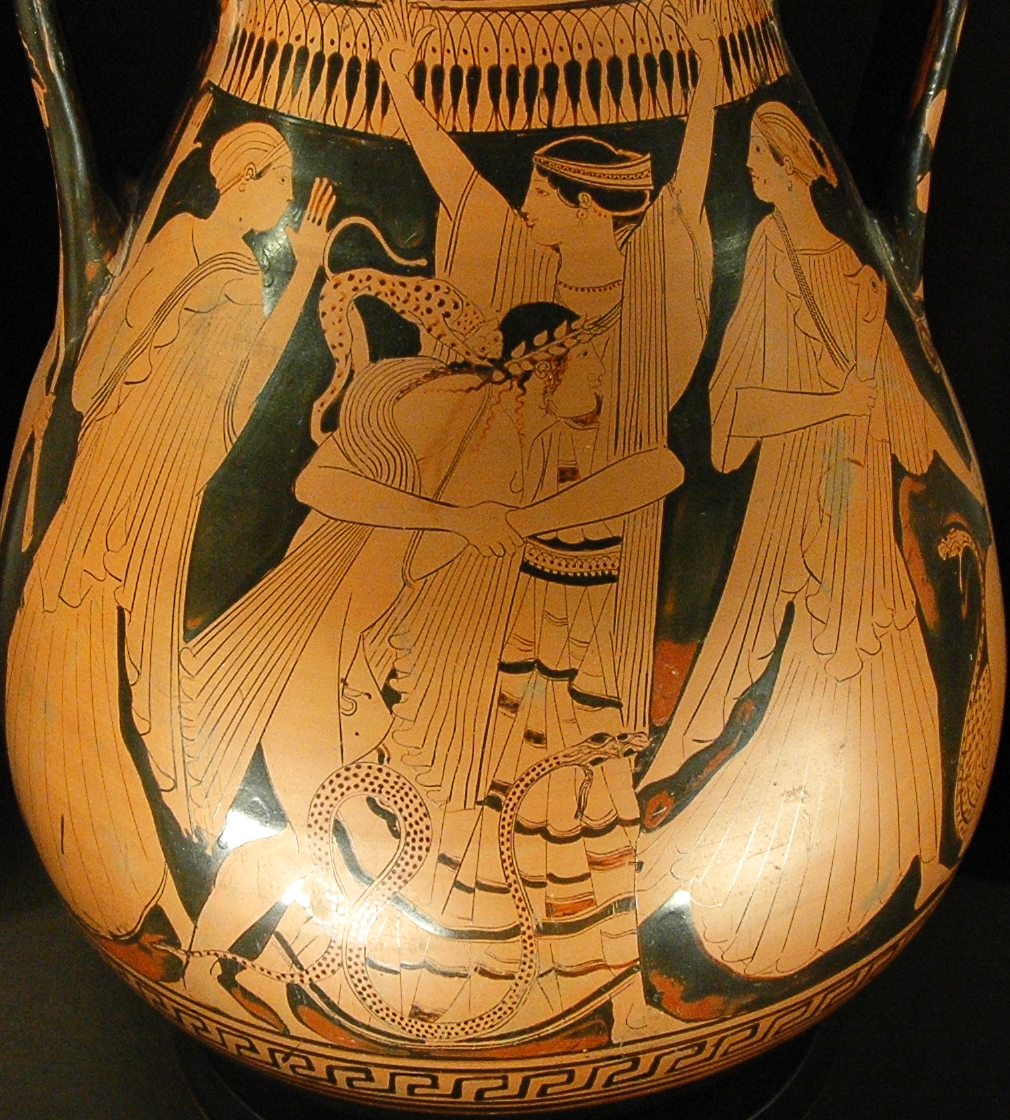
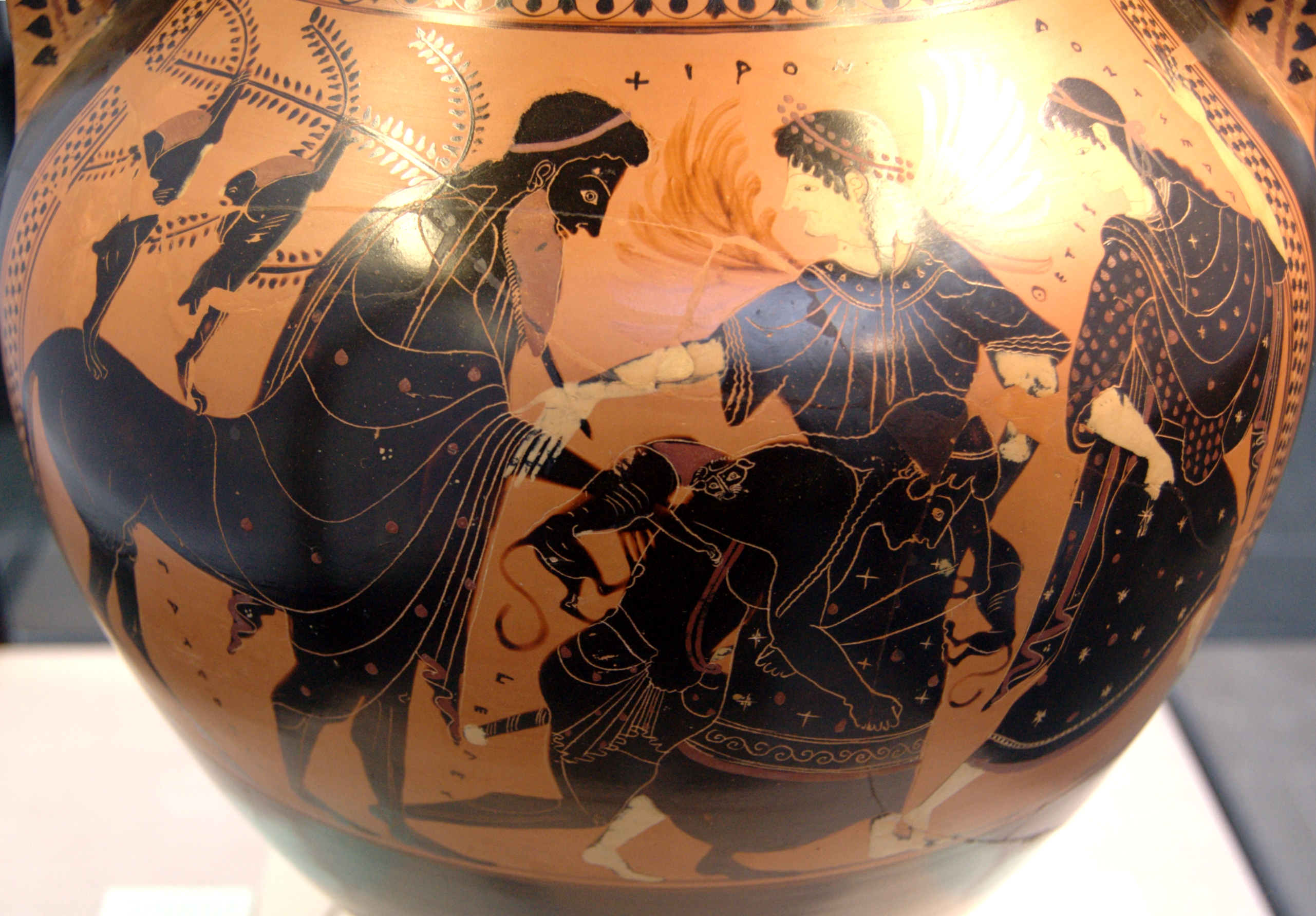
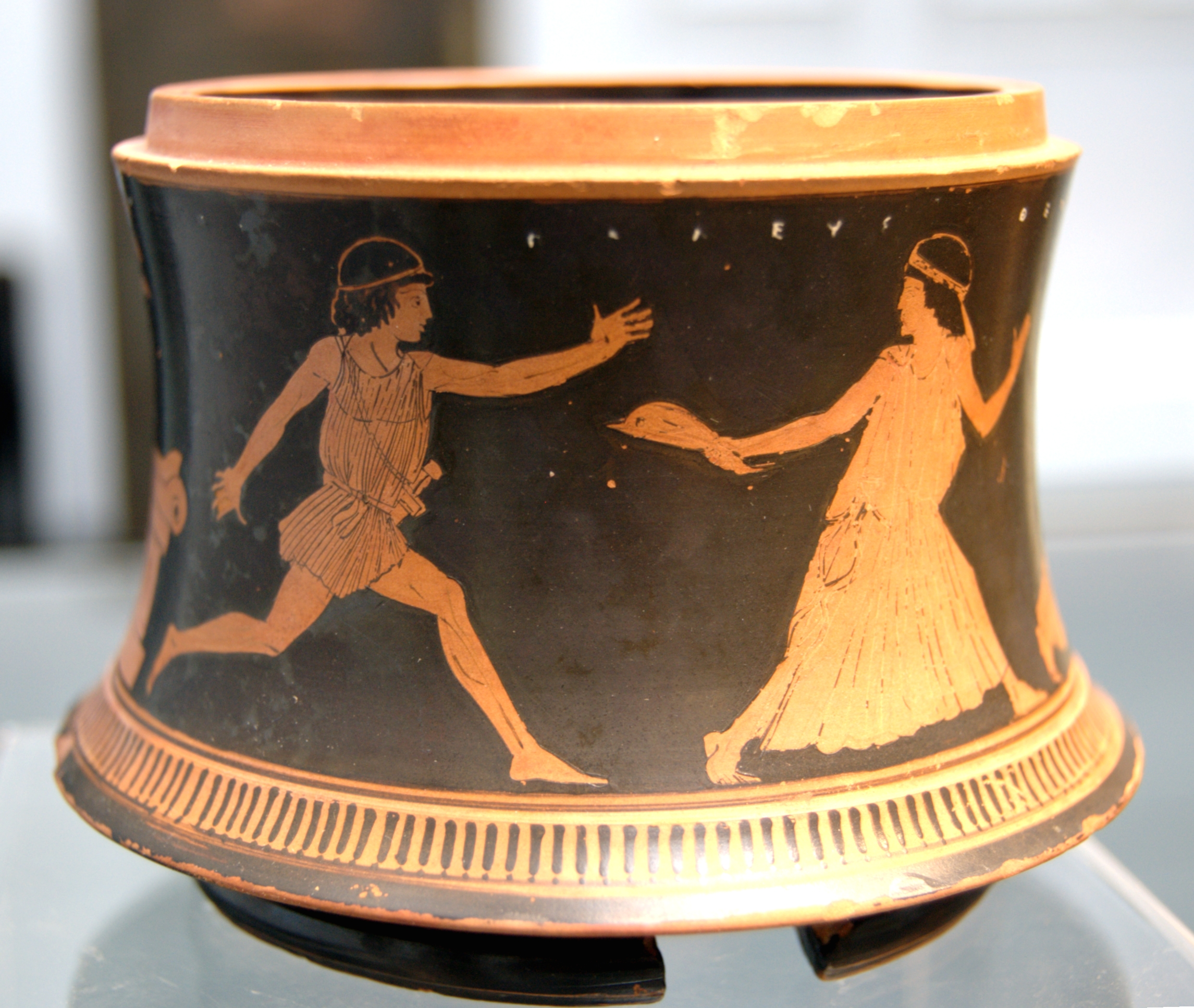
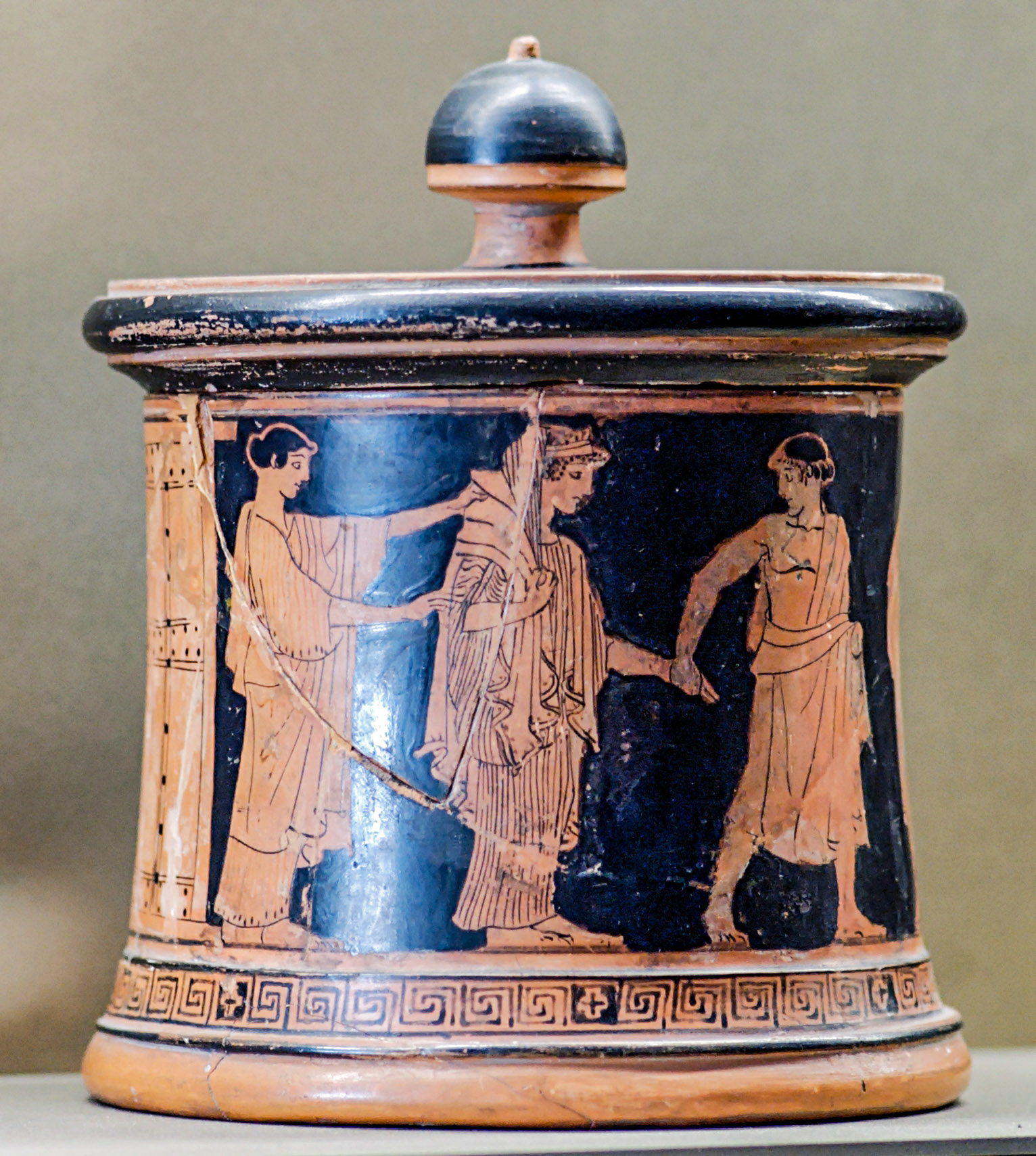
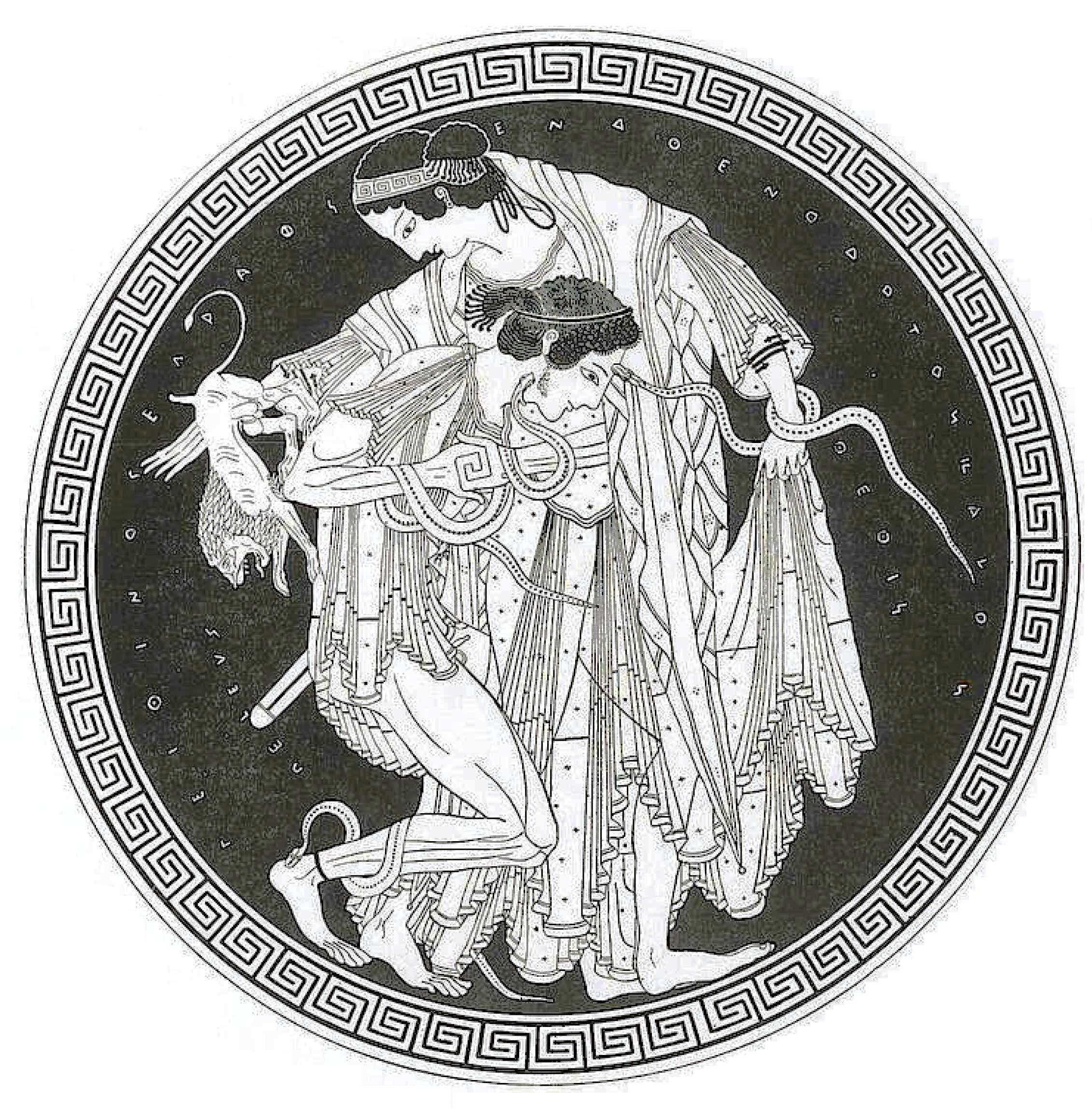